# Віденське питво
Ві́денське питво́ (також складни́й насті́й се́нни, лат. Infusum sennae compositum; aqua laxativa viennensis) — історичний проносний засіб. Складався зі суміші настою сенни олександрійської, сегнетової солі та манни (соку маннового ясена). Рідина бурого кольору мала швидку дію, неприємний смак, не викликала подальшого запору, але була непридатною для лікування хронічних запорів.
Засіб відомий принаймні від 1652 року, коли цирульники Нового Амстердама (Нью-Йорка) скаржилися губернатору Стаувесанту на неліцензованих медиків, які виготовляли пігулки та віденське питво. На думку історика Дж. Вілсона, тоді питво складалося зі суміші сенни, ревеню і портвейну. Застосовувалося принаймні до середини XX століття, згідно з першим виданням ВРЕ (1928), було «одним із найпопулярніших» проносних засобів.